# César du Saix d'Arnans
César du Saix, baron d'Arnans, seigneur de Virechatel, né en Espagne et mort en 1648 à Onoz, est un chef militaire et est un personnage de l'histoire de la Franche-Comté. Il est l'un des chefs militaires majeurs durant la guerre de Dix Ans et l'un des rares Comtois à obtenir des victoires. Mais il est également un personnage controversé du fait de choix stratégiques obscurs et de l'attitude de ses troupes. Il combattit aux côtés de Louis de La Verne et de Lacuzon.

## Biographie

### Les débuts
On connait mal les origines de César du Saix. Issu d'une famille d'origine savoyarde, né en Espagne vers 1600, on sait qu'il est le premier de sa lignée à vivre dans le Jura au château de Virechatel à Onoz, où il se marie en 1623 avec Hélène de Morel. La famille du Saix (Saix ?) a occupé différentes charges tant auprès des souverains de Savoie que de France de 1150 à 1450. Son père Humbert du Saix d'Arnans s'est fait remarquer lors du siège du château de Charbonnières en 1600, lors de la guerre franco-savoyarde. Vers 1635/1636 la famille du Saix d'Arnans rentre sur ses terres en Franche-Comté.
La carrière militaire de César du Saix commence en janvier 1637, où il reçoit le brevet de capitaine de cavalerie sous les ordres de Gérard de Joux de Watteville, marquis de Conflans, dans l'armée comtoise. Il se joint à la campagne du Bugey où le 4 février, il reçoit le commandement de l'ensemble de la cavalerie comtoise dans le Bugey. il parvient à éviter l'encerclement à la bataille de Martignat laissant Duprel d'Arloz soutenir seul le siège. Lâcheté ou choix stratégique pour ne pas trop solliciter les faibles vivres du château : difficile à dire. Des cas d'indiscipline sont relevés dans ses unités.
En mars 1637, il participe, comme simple capitaine à de la bataille de Cornod. Il est alors dans la cavalerie de réserve placé à l'écart du champ de bataille sous les ordres du baron de Saint-Germain. À la suite de cette défaite, il est envoyé en quartier à Denezières puis Étival. En 1638, il est intégré à l'armée lorraine de Charles IV où il participe vraisemblablement à la bataille de Poligny.

### Le chef de guerre
L'année suivante est un tournant dans sa carrière, il est chargé de diriger une patrouille de corps-francs, et c'est à cette occasion que ce dernier se fera connaître et remarquer. Avec l'aide des régiments de La Verne et de Saint Maurice, il reprend plusieurs sites fortifiés aux Français, dont les châteaux de Chaux-des-Crotenay et de Nozeroy. Il reçoit les félicitations du gouverneur du comté, impressionné et obtient une certaine notoriété. En récompense, il est nommé mestre de camp par le roi d'Espagne et reçoit le commandement d'un régiment de francs-tireurs et de plusieurs villes comme Arbois, Nozeroy, Chaux des Crotenay et Bourg de Sirod, avec le titre de « Gardien de toutes les montagnes du bailliage d'aval ». Sous son commandement, un de ses officiers se fera connaitre plus tard sous le nom de Lacuzon.
César du Saix renforce alors les villes sous son commandement et crée une zone de défense au centre de l'actuel Jura. Mais le 24 août 1639, le marquis de Villeroy lance une action contre les possessions du baron d'Arnans, ainsi son château et ses terres sont ravagés. C'est pour lui le début d'une longue période de difficultés. L'hiver arrivant, il ne parvient pas à trouver des logements et vivres suffisants pour ses hommes, dont la population se plaint de jour en jour de leurs raids et exactions. Les plaintes remontent jusqu'au parlement de Dole, qui commande au baron de loger ses hommes dans les places fortes et châteaux de la région avec l'octroi de quelques subsides. Mais les plaintes continuent et la situation se dégrade : ses hommes continuent de piller les villages et certains même désertent. César du Saix commence à perdre tout prestige aux yeux de la population.
Au printemps 1640, il mène avec ses 260 hommes restants une offensive victorieuse en Bresse. Mais cette victoire entachée par des choix stratégiques obscurs et le maintien des pillages dans le Jura, ne parvient pas à rétablir son prestige. À l'été, quand le marquis de Villeroy lance sa contre-offensive, le baron d'Arnans laisse ce dernier prendre Arbois sans intervenir : ses choix stratégiques quelquefois incohérents, ne sont plus compris et le colonel comtois est désormais brouillé avec toutes les autorités et seigneurs locaux. En juillet, ses troupes pillent Salins et créent des désordres qui remontent à nouveau jusqu'au Parlement. À la fin de l'été, il reçoit l'ordre d'attaquer à nouveau la Bresse : c'est une nouvelle victoire, plusieurs villes sont prises comme Cuiseaux, Thoirette, Treffort ramenant bétail, butin et prisonniers... Malgré ces victoires, le baron perd tous ses soutiens, excepté quelques rares personnalités comme Jean Boyvin.

### Les dernières années
Le marquis de Saint-Martin, gouverneur du comté, décida de réformer le régiment de francs-tireurs : le 8 décembre, il dissout sa cavalerie (supprimant la possibilité de raids et de pillage) et réduit la troupe à quelques dizaines d'hommes ; et en juin 1641, le régiment est entièrement dissout. Mais les malheurs des Jurassiens ne s’arrêteront pas là : les hommes de d'Arnans vont se disperser dans les montagnes du Jura et pendant des mois, continueront d'attaquer et de rançonner la population. Il s'en prendront même à la ville de Saint-Claude avant d'y être repoussés. C'est à partir de ce moment-là que Lacuzon prend la suite de ce mouvement de guérilla et commence à se faire connaitre dans tout le comté de Bourgogne.
Ses terres et châteaux ravagés ne lui procurant plus de revenus, César du Saix quitte alors la province et ses responsabilités. Le 18 juin, il entre au service de Thomas de Savoie auquel il restera fidèle jusqu'en 1647.
Il regagne ensuite son fief jurassien où il meurt l'année suivante dans l'indifférence générale.

## Postérité
César du Saix d'Arnans fait partie de ces militaires comtois oubliés de l'histoire et éclipsés par d'autres comme Lacuzon ou le marquis de Saint-Martin. La cause fut essentiellement due aux pillages par ses hommes des villages jurassiens et leur manque de tenue face à leurs compatriotes. Mais aussi due à des attitudes et choix stratégiques assez incompréhensibles. Pourtant, peu de militaires comtois ont à eux seuls remporté des victoires comme lui, ou tel Philippe de Bussolin ou Louis de la Verne. Gérard Louis, auteur de La guerre de Dix Ans, 1634-1644, écrit à propos de la notoriété de Lacuzon qui a éclipsé celle d'Arnans : "Devenu héros mythique de l'indépendance comtoise, on lui attribua la première place au détriment de tous ses prédécesseurs, les La Courbière, La Verne et autres, et même du baron qu'on relégua au rang de simple compagnon d'armes, alors que tant d'archives démontrent exactement le contraire."